# Ультрамариновая мухоловка
Ультрамариновая мухоловка (Ficedula superciliaris) — вид воробьиных птиц из семейства мухоловковых.

## Распространение
Гнездятся у подножия Гималаев, зимуют в южной части Индии. Иногда случаются залёты в северную часть Бангладеш.

## Описание

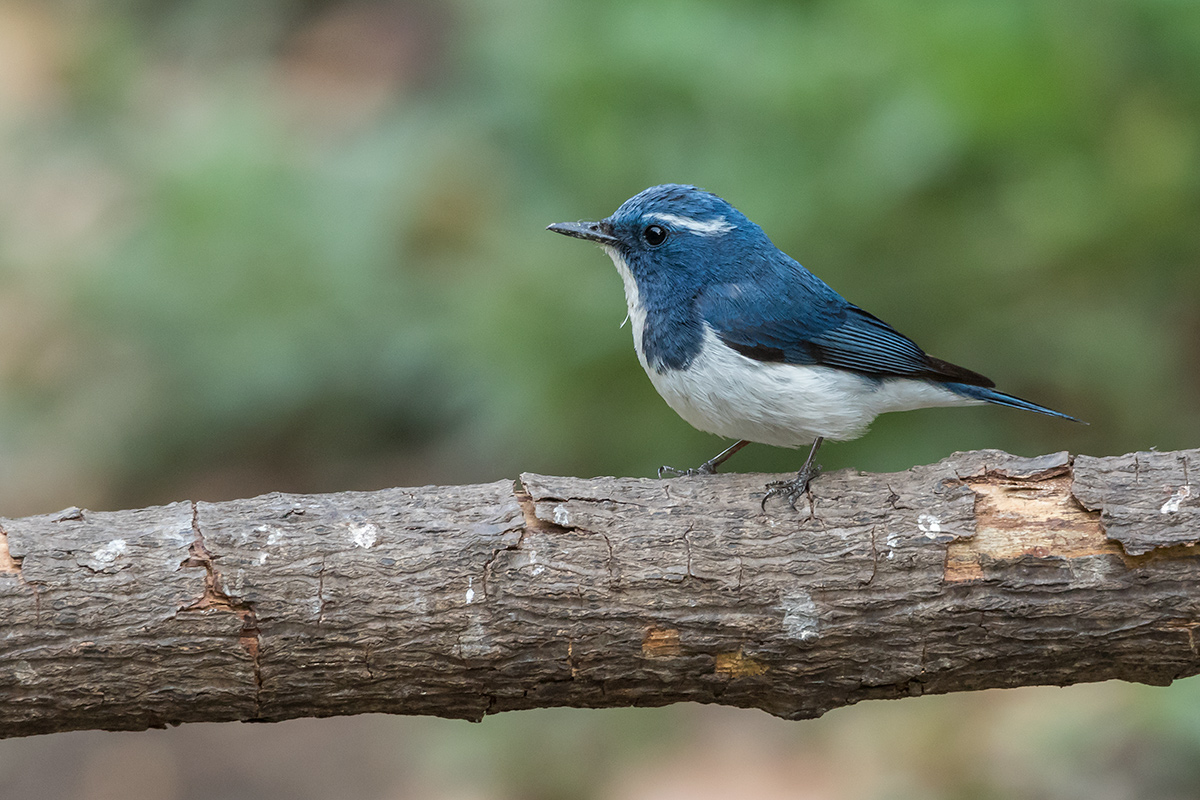
Самец

Длина тела около 10 см (то есть несколько меньше воробья). У самцов верхняя часть тела тёмно-синяя, нижняя от горла до брюха белая. Белый цвет на «бровях» и хвосте проявляется по-разному с запада на восток гималайских предгорий, что иногда ведёт к выделению трёх подвидов.

## Биология
Питаются преимущественно насекомыми. В кладке 3—5 (обычно 4) яйца.

## Охранный статус
МСОП присвоил виду охранный статус LC.